# Inquisizione di Goa
(Voltaire, Fragments historiques sur l’Inde)

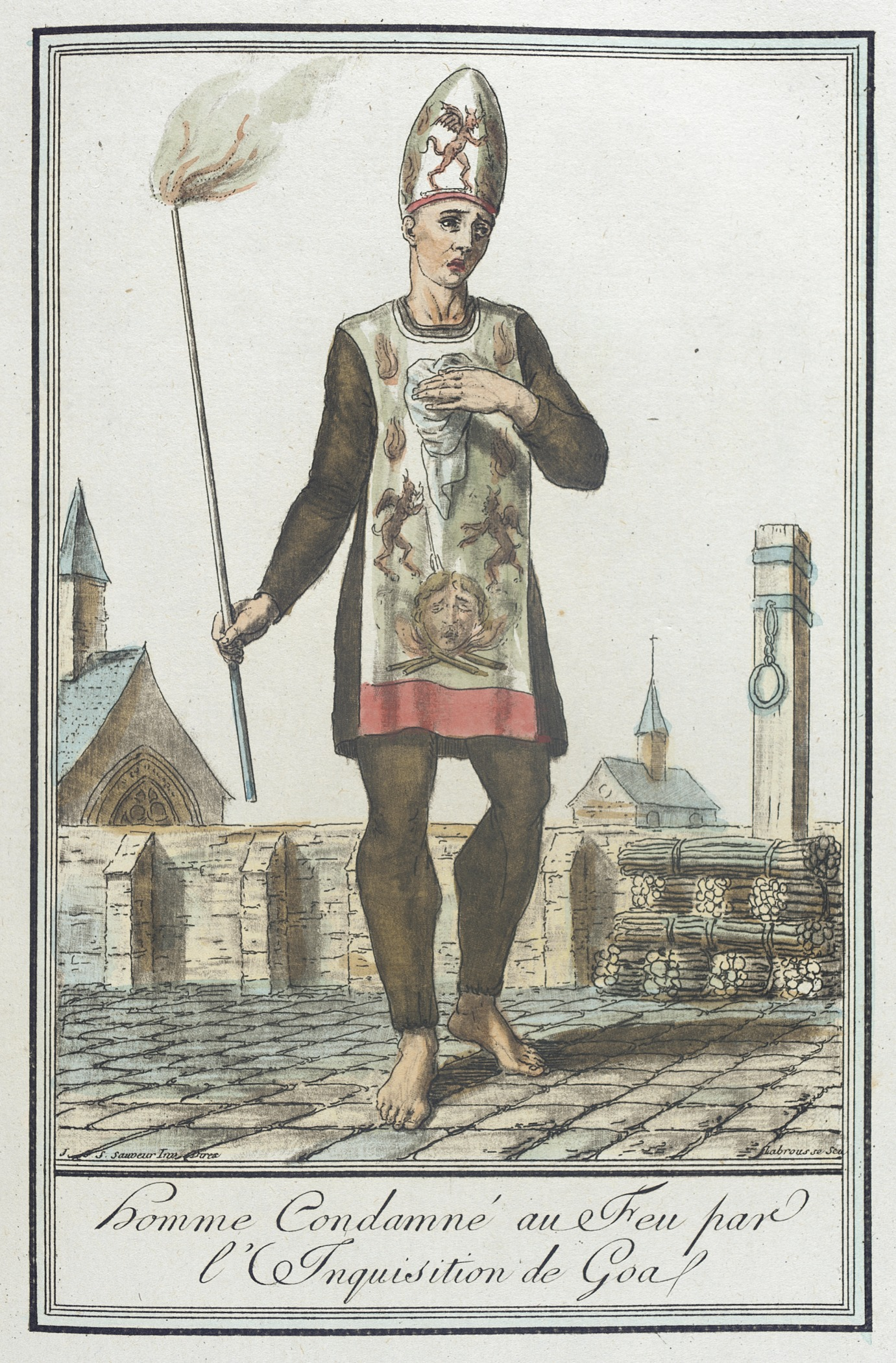
Un uomo condannato al rogo dall'Inquisizione di Goa in un'illustrazione francese del 1797

L'Inquisizione di Goa è stata un istituto religioso della Chiesa Cattolica, attivo in India tra il 1560 e il 1820 come un ramo dell'Inquisizione portoghese dopo che l'India divenne una colonia del Portogallo. L'inquisizione sbarcò a Goa con l'intento di fermare e punire l'eresia in Asia, concentrandosi e punendo le popolazioni locali che dopo essersi convertite al cristianesimo venivano sospettate di continuare a praticare segretamente le loro religioni. Attiva a Goa tra il 1560 e il 1774 e poi nuovamente tra il 1778 e il 1820, l'inquisizione perseguitò prevalentemente induisti, musulmani e cristiani di San Tommaso, condannando diverse dozzine di persone alla prigionia, alla tortura o alla morte nel corso dei suoi quasi tre secoli. Oltre a perseguitare gli eretici, gli inquisitori goani bruciarono tutti i libri in sanscrito, arabo, marathi e konkani che riuscirono a trovare a Goa, oltre a limitare fortemente la circolazione di testi protestanti arrivati sulle navi mercantili olandesi e inglesi.
L'Inquisizione di Goa fu istituita su richiesta del missionario Francesco Saverio in una lettera a Giovanni III del Portogallo datata 16 maggio 1546, ma non fu effettivamente istituita prima del 1560. Tra l'anno della sua fondazione e la sua temporanea abolizione nel 1774 l'Inquisizione di Goa aveva portato a processo almeno 16.202 persone, ma dato che gli archivi dell'Uffizio furono distrutti nel 1820 è impossibile sapere con certezza quanti processi si conclusero con delle condanne. Le fonti sopravvissute suggeriscono che almeno 57 persone furono giustiziate per eresia, mentre altre 64 furono arse "in effigie", ossia una loro immagine fu bruciata dopo che le persone rappresentate erano morte in carcere in attesa della sentenza. Il numero potrebbe essere più elevato, dato che fonti francesi - tra cui il medico Charles Dellon, imprigionato dall'inquizione di Goa per cinque anni e il cui resoconto della vicenda ispirò il Candido di Voltaire - suggeriscono che molti prigionieri furono lasciati a morire di fame in carcere senza mai arrivare a processo, tra cui numerosi induisti.
Oltre a perseguitare eretici, ebrei ed omosessuali, l'Inquisizione di Goa proibì le festività induiste e islamiche, oltre a qualunque attività che ostacolasse la conversione al cristianesimo ad opera dei cattolici portoghese. Grazie alla sua stretta collaborazione con il governo portoghese, l'Inquisizione di Goa legiferò sia contro le popolazioni autoctone che contro i coloni portoghesi (in prevalenza ebrei e cristiani di San Tommaso), originando leggi e riforme che continuarono a discriminare su basi religiose le popolazioni locali anche dopo lo scioglimento dell'istituzione nel 1820. Tra esse anche la tassa "Xenddi", istituita nel diciassettesimo secolo contro gli induisti e abolita nel 1840 dal governatore J. J. Lopes de Lima, che la ritenne crudele e ridicola.

## Contesto

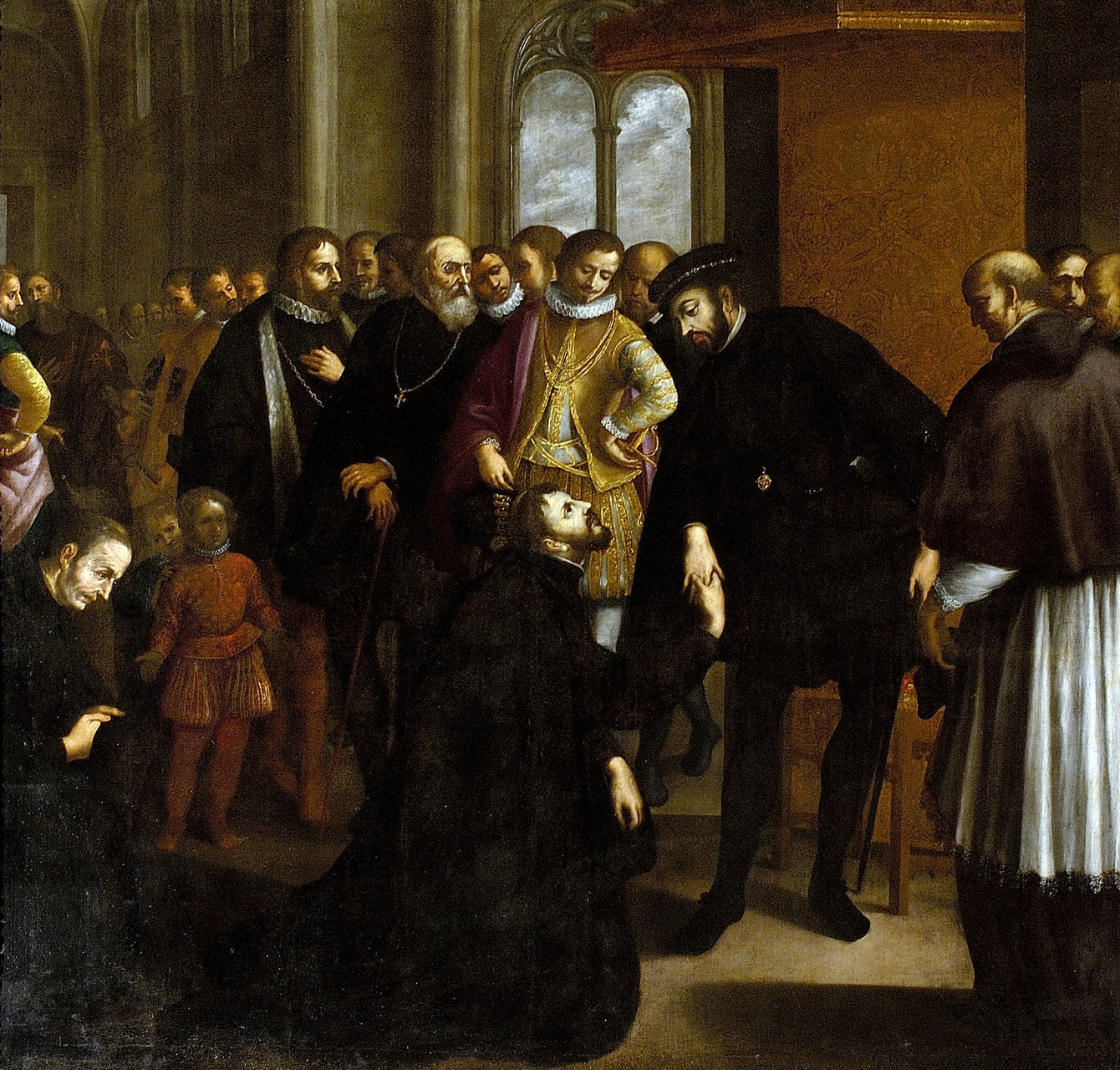
Francesco Saverio si congeda da Giovanni III del Portogallo prima di partire per l'India nell'aprile 1541, in un dipinto di José Avelar Rebelo (1635)

Dopo il ritorno di Vasco da Gama in Portogallo a seguito del suo primo viaggio in India, papa Niccolò V concesse con la bolla Romanus Pontifex il monopolio e la responsabilità della conversione alla fede cattolica delle popolazioni delle nuove aree scoperte alla corona portoghese, insieme al privilegio del monopolio commerciale con queste zone. Già a partire dal 1515 Goa si affermò come un importante centro missionario e punto nevralgico per la cristianizzazione dell'India sotto il patronato portoghese. Allo stesso tempo però si riversarono nelle nuove colonie anche diversi perseguitati religiosi dal Portogallo, tra cui gli Ebrei cattolici (noti come "Nuovi Cristiani") in fuga dall'Inquisizione portoghese. L'India offriva a questi ebrei convertiti a forza al cristianesimo grandi opportunità spirituali e commerciali: se da una parte potevano rientrare in contatto con l'ebraismo tramite le comunità giudaiche da secoli diffuse in India, dall'altra potevano commerciare liberamente prodotti come diamanti e spezie, il cui commercio era stato vietato loro in patria dall'Inquisizione portoghese. La massiccia presenza ebraica - o meglio ebreo-cattolica - in India non tardò a destare polemiche da parte di coloro che videro in questa mossa il riavvicinamento dei convertiti alla fede ebraica e le loro mire commerciali: sia Gaspar Jorge de Leão Pereira, primo arcivescovo di Goa, che poi Francesco Saverio furono molto critici riguardo alla presenza dei Nuovi Cristiani in India, chiedendo che fosse istituita una inquisizione locale per fermare o regolare il fenomeno. Il Portogallo cominciò a spedire missionari in India per soddisfare l'accordo con il papa e una diocesi fu fondata a Goa nel 1534. Nel 1542 Martin Alfonso fu nominato amministratore delle colonie asiatiche del Portogallo ed arrivò a Goa con Francesco Saverio, il cofondatore dell'Ordine dei Gesuiti. Entro il 1548 i coloni portoghesi avevano già fondato quattordici chiese a Goa.
Numerosi induisti si convertirono al cattolicesimo però costretti con la forza o conquistati da promesse di vantaggi economici, ma spesso questi convertiti, così come gli ebrei della Spagna e del Portogallo, rimasero fedeli alla loro religione, che continuavano a praticare di nascosto anche dopo aver ricevuto il battesimo. Rendendosi conto che la gran parte degli ebrei, dei musulmani e degli induisti convertiti al cattolicesimo lo aveva fatto solo in apparenza, le autorità cattoliche decisero di intervenire per preservare l'integrità della fede cattolica e lo fecero richiedendo l'istituzione di un'inquisizione locale. L'Inquisizione di Goa fu istituita nel 1560, quattordici anni dopo la richiesta di Francesco Saverio al re e otto dopo la morte del missionario. Inasprita dalla Controriforma e dal Concilio di Trento allora in corso, l'Inquisizione goana decise di estirpare le usanze e le tradizioni locali per evitare che i convertiti tornassero a praticare le loro religioni precedenti. Per evitare di alienare la più alte figure locali, l'Inquisizione non si oppose al sistema delle caste, vedendo in esso una certa affinità con il concetto di ereditarietà reale come diritto divino, ma dedicò invece le proprie attenzioni alle festività, al sincretismo religiose, ai costumi tradizionali e anche alle lingue locali.

## L'Inquisizione in India
Persecuzioni cattoliche ai danni dei locali si erano già registrate prima dell'istituzione dell'Inquisizione di Goa nel 1560. Un ordine portoghese di distruggere i templi induisti e trasferirne le ricchezze ai missionari cattolici, per esempio, risale già al 30 giugno 1541. Nel 1560 Giovanni III ordinò la proibizione dell'induismo, l'espulsione dei suoi sacerdoti e la soppressione dei suoi templi e festività religiose. Allo stesso modo, già dal 1550 nuove tasse gravavano sulle moschee, mentre esecuzioni di Nuovi Cristiani si datano a partire dal 1539 e nel 1543 il converso Jeronimo Dias fu garrottato e arso a Goa per aver diffuso l'ebraismo.
Aleixo Díaz Falcão fu il primo inquisitore di Goa, su mondato del cardinale Henrique di Portogallo. Falcão istituì il primo tribunale che, insediatosi in quello che era stato il palazzo del sultano Adil Shah, si rivelò essere un autoritario strumento dell'impero coloniale portoghese. Il primo atto del tribunale fu quello di proibire la pratica dell'induismo sotto la minaccia della pena di morte. Nel tentativo di eliminare la religione locale, l'Inquisizione goana impose enormi restrizioni agli induisti. Nessun induista poteva ricoprire cariche pubbliche, riservate ai soli cristiani, né fabbricare oggetti devozionali cristiani. Solo le donne convertite al cristianesimo potevano ereditare le proprietà dei parenti, mentre i bambini induisti a cui moriva il padre dovevano essere affidati ai gesuiti e convertiti al cristianesimo già a partire dal 1559. La testimonianza di un induista venne privata di qualunque valore durante i processi, i templi furono demoliti con l'ordine tassativo che non fossero né riparati né ricostruiti, mentre ai sacerdoti fu proibito di entrare nei territori portoghesi e celebrare matrimoni.
Gli ebrei sefarditi fuggiti dalla penisola iberica e rifugiati in India furono perseguitati in massa e centinaia di nuove celle furono frettolosamente allestite per rinchiuderli. Tra il 1560 e il 1774 16172 persone furono processate dall'Inquisizione: di essi solo un quarto erano immigrati europei, mentre del restante 75% di locali una metà erano convertiti al cristianesimo, mentre l'altra continuava a professare la loro religione d'origine. Tra il 1560 e il 1773 si tennero settantun autos de fé, che comprendevano la pubblica umiliazione, tortura e, in alcuni casi, rogo dei condannati. Nei primi anni oltre quattromila persone furono arrestate. Si calcola che ci furono 121 condanne al rogo, di cui 57 eseguite su persone ancora in vita, mentre i restanti 64 furono arsi "in effigie" perché condannati in contumacia o morti in carcere prima dell'esecuzione. Dei 121 condannati a morte 105 erano uomini, sedici erano donne. Altre punizioni che comprendevano torture e multe furono imposte ad altre 3046 persone, di cui 3034 uomini e 1012 donne. L'ultimo auto de fé tenutosi a Goa avvenne il 7 febbraio 1773.

## Le persecuzioni
(Angelo De Gubernatis, Memorie intorno ai viaggiatori italiani nelle Indie orientali dal secolo XIII a tutto il XVI)
L'Inquisizione di Goa si distinse a detta di contemporanei e storici successivi per l'arbitrarietà degli arresti, la corruzione dei testimoni, la rapidità con cui i beni venivano confiscati e l'uso spietato della tortura. L'immoralità di queste pratiche doveva essere evidente anche a chi le perpetrava, dato che coloro che venivano ritenuti innocenti e scarcerati dovevano giurare di non rivelare ciò che avevano visto o subito, pena una nuova prigionia. Angelo De Gubernatis riporta fatti particolarmente discutibili circa la validità dei processi e delle prove presentate: secondo i suoi studi un sacerdote italiano, Roberto de' Nobili, fabbricò falsi testi sacri induisti per evidenziarne lo spirito eretico e "barbaro", arrivando persino a travestirsi da Bramino e predicare "in indiano". Le persecuzioni dell'Inquisizione goana colpirono induisti, buddisti, musulmani, ebrei, cristiani (cattolici e non), oltre a punire altre attività ritenute immorali o anti-cristiane, tra cui l'omosessualità maschile.

### La persecuzione degli induisti

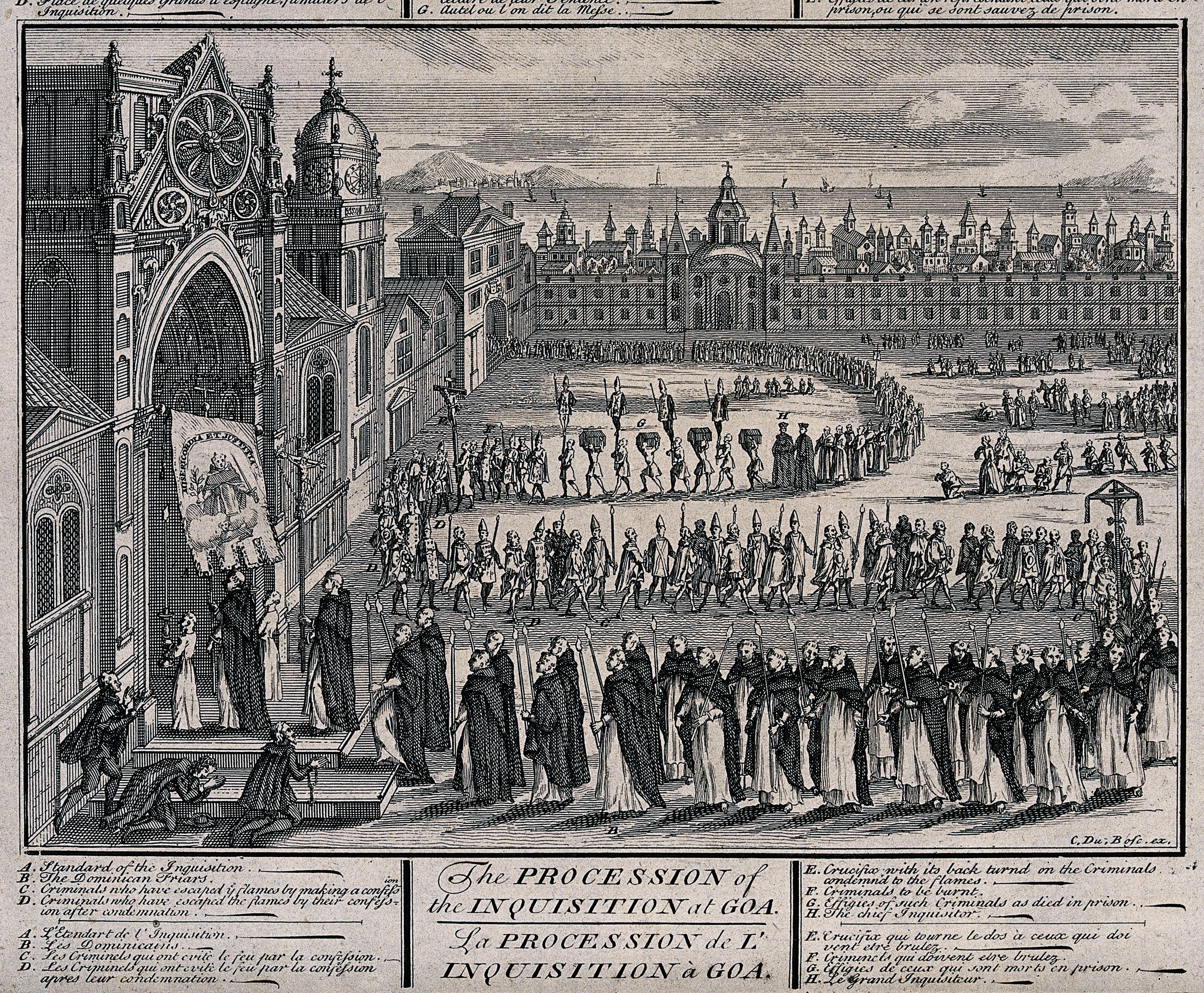
La processione dell'Autodafé dell'Inquisizione di Goa

Gli induisti furono le principali vittime dell'Inquisizione goana. Circa il 74% delle persone condannate furono accusate di praticare la religione in segreto pur essendosi convertiti al cristianesimo. Quando l'Inquisizione fu sciolta nel 1820 i portoghesi si affrettarono a bruciarne gli archivi, ma i dati rimasti suggeriscono che le persecuzioni su base religiosa continuarono ancora nell'ultimo ventennio del diciottesimo secolo. La gran parte delle persone arrestate era di bassa estrazione sociale. I dati sopravvissuti del periodo tra il 1782 e il 1800 mostrano che il 18,5% delle vittime induiste dell'Inquisizione appartenevano alla casta degli Shudra, quella dei lavoratori e dei servi; la percentuale di vittime diminuisce salendo nella scala gerarchica, fino ad arrivare ai bramini, che costituirono il cinque percento dei condannati.
La persecuzione contro gli induisti non era solo quella dell'Inquisizione, dato che il governo portoghese contribuiva largamente ad essa. Entro il 1566 oltre centosessanta templi induisti furono distrutti sull'isola di Goa e altri trecento furono rasi al suolo tra il 1566 e il 1567. In una lettera del re del Portogallo viene detto che tutti i templi nelle colonie in India erano stati rasi al suolo e anche se questa dovesse essere un'esagerazione, almeno settecento templi furono distrutti prima della fine del diciassettesimo secolo. Oltre a proibire matrimoni induisti, il possesso di oggetti sacri e numerosi altri diritti civili, l'Inquisizione goana incoraggiò la popolazione a denunciare gli induisti nascosti e, dato che le testimonianze erano protette dall'anonimato e i testimoni non parlavano a processo, questo si prestò a generare processi e accuse di dubbia fondatezza e legalità.

### La persecuzione dei buddisti
L'Inquisizione di Goa guidò la persecuzione e distruzione di comunità e oggetti sacri del buddismo anche in altri territori dell'Asia meridionale. Nel 1560, per esempio, una flotta guidata dal viceré Constantino de Braganca attaccò il Nord-Est dello Sri Lanka, dove rubarono una reliquia che si riteneva essere un dente del Budda. I cristiani non mostrarono alcun rispetto per la cultura del luogo e definirono la reliquia "dente do Bugio", "dente di scimmia", o ance "dente del demone". L'epiteto "scimmia" diventò un insulto razziale di uso molto comune da parte dei portoghesi per indicare le popolazioni locali. Nonostante il Re del Pegu avesse offerto una somma enorme per acquistare la reliquia, l'Inquisizione goana preferì distruggere l'oggetto in una stravagante cerimonia volta a umiliare il nemico e purificare la popolazione. Dati sopravvissuti alla distruzione dell'archivio dell'Inquisizione sembrano suggerire che per i cattolici non vi fosse una chiara distinzione tra buddisti e induisti, che tendevano a identificare come membri di un'unica religione.

### La persecuzione degli ebrei
Goa contava una massiccia presenza di Nuovi Cristiani, gli ebrei convertiti a forza al cattolicesimo nella penisola iberica. La presenza degli ebrei cattolici era tale che già nel 1519 re Manuel aveva promosso leggi che proibivano ai Nuovi Cristiani di accedere a ruoli di prestigio a Goa, tra cui posizioni di giudici e amministratori. Nel 1565 il viceré Dom Antao de Noronha proibì agli ebrei l'ingresso nei territori portoghesi in India, rafforzando misure antisemite che precedevano l'arrivo dell'Inquisizione nel subcontinente indiano.
L'antisemitismo era già profondamente radicato nelle comunità cattoliche in India, con fenomeni di persecuzioni presenti prima dell'istituzione dell'Inquisizione goana. Nel 1557 una Nuova Cristiana, Leonor Caldeira, fu portata a processo insieme ad altri diciannove ebrei cattolici con accuse di praticare cerimonie ebraiche come il Purim e di aver bruciato bambole rappresentanti il figlio di Haman. I venti ebrei, in assenza di un tribunale dell'inquisizione locale, furono mandati a Lisbona, dove Caldeira fu arsa viva. Le persecuzione antisemite si estesero presto oltre Goa e dilagarono a Kochi, dove i portoghesi distrussero la più antica sinagoga di Kerala.

### La persecuzione dei cattolici goani
Lo scopo principale dell'Inquisizione in India rimase quello di trovare, fermare e punire l'eresia dei cattolici locali. La piega eretica del cattolicesimo locale era dovuta principalmente al fatto che coloro che si professavano cristiani continuavano a praticare la loro religione di nascosto, ma anche al dilagante sincretismo religioso. Un gran numero di locali si convertì effettivamente al cattolicesimo, ma nel farlo unirono alla religione portoghese numerosi elementi, costumi e tradizioni della cultura indiana ed induista. Questo è il caso dei cattolici goani che, per esempio, seguivano i dettami della Chiesa ma rifiutavano di mangiare il maiale, come i musulmani, o i bovini, come gli induisti.
Le persecuzioni contro i cattolici goani furono blande e solo quelli accusati di praticare segretamente l'induismo furono condannati; molti cattolici però, temendo l'inquisizione, lasciarono comunque Goa e si sposstarono in regioni vicine, come Canara, Sawantwadi e Maharashtra. Il rapporto conflittuale tra i cattolici portoghesi e quelli goani evidenziò anche un problema che non era teologico, ma razziale. I cattolici bianchi ed europei trattavano i locali con disprezzo anche quando essi si convertivano al cattolicesimo, chiamandoli con epiteti ingiuriosi come negros (negri) e cachorros (cani). Nei duecentosessant'anni nell'Inquisizione di Goa furono registrati diversi elementi che provano i sentimenti razzisti dei cattolici europei nei confronti degli autoctoni, anche all'interno dello stesso clero cristiano. Per i sacerdoti europei infatti i loro confratelli indiani erano lascivi e ubriaconi per natura, venivano chiamati "preti neri" e ritenuti più inclini al "diabolico vizio dell'orgoglio" rispetto ai loro colleghi bianchi. Questi sentimenti razzisti sono dimostrabili anche a livello istituzionale, dato che gli ecclesiastici europei in India scalvano le gerarchie più rapidamente dei loro confratelli indiani.

### La persecuzione di altre confessioni cristiane
Nel 1599 il Sinodo di Diamper tenuto da Aleixo de Menezes, arcivescovo di Goa, decretò la conversione forzata dei Cristiani di San Tommaso di rito siriano al Cattolicesimo. Secondo Menezes i membri di questa confessione tendevano al Nestorianesimo, considerato eretico nel Concilio di Efeso. Il sinodo impose pesanti restrizioni ai cristiani di San Tommaso, costringendoli a rinunciare all'uso della lingua siriana e all'aramaico. La tensione sfociò in persecuzioni che culminarono con la rivolta di Nasrani nel 1653 e la conquista olandese di Fort Kochi nel 1663, a cui seguì la cacciata dei portoghesi da Malabar.
L'Inquisizione goana perseguitò attivamente anche missionari cristiani non provenienti dal Portogallo e, in particolare, quelli francesi. Nel sedicesimo secolo, per esempio, l'Inquisizione di Goa catturò un prelato francese di Madras (l'attuale Chennai) per motivi non religiosi. Il sacerdote fu salvato da un re induista di un regno di Karnatake, che pose d'assedio San Thome finché il francese non fu rilasciato. Nel diciassettesimo secolo il medico francese Charles Dellon fu arrestato e torturato dall'Inquisizione di Goa per aver messo in discussione i metodi brutali dei cattolici portoghesi. Dellon rimase nelle carceri dell'Inquisizione per cinque anni prima che la Francia pretendesse il suo rilascio. A Dellon si deve un dettagliato resoconto della vita dei prigionieri dell'Inquisizione goana, un resoconto che scandalizzò la sua nazione d'origine per l'inclinazione alla tortura e i metodi dei cattolici portoghesi.